# Operation Warp Speed
Operation Warp Speed er et offentligt-privat partnerskab, etableret af den amerikanske regering for at lette og fremskynde udvikling, produktion og distribution af COVID-19-vacciner, terapier og diagnostiske hjælpemidler. Det blev introduceret af Trump-administrationen i begyndelsen af april 2020.
Operation Warp Speed skal fremme masseproduktion af flere forskellige vacciner baseret på tidlige tydelige indikationer, så de kan distribueres hurtigere, hvis klinisk test viser, at en eller flere af dem er sikre og effektive. Planen tager højde for, at der kan være flere vacciner, der ikke vil være sikre eller effektive, hvorved omkostningerne ved dette program vil blive højere end ved anden typisk vaccineudvikling. Hvis det lykkes kan det gøre det muligt for gode vacciner at være tilgængelige flere måneder tidligere end ved mere typiske udviklingsforløb for udvikling af vacciner.
Den amerikanske kongres afsatte næsten 10 mia. dollars til Operation Warp Speed; heraf blev 6,5 mia. øremærket til udvikling af modforanstaltninger gennem BARDA (Biomedical Advanced Research and Development Authority) og 3 mia. dollars til NIH-forskning (National Institutes of Health).
Operation Warp Speed er et program med offentlige og private deltagere. Fra Department of Health and Human Services : Centers for Disease Control and Prevention (CDC), Food and Drug Administration (FDA), National Institutes of Health (NIH) og Biomedical Advanced Research and Development Authority (BARDA). Ligeledes indgår USA's forsvarsministerium. Hertil desuden private virksomheder og andre føderale enheder som Department of Agriculture, Department of Energy og Department of Veterans Affairs.